# Рябов, Александр Михайлович
Александр Михайлович Рябов (1904—1977) — буровой мастер, один из зачинателей стахановского движения в Чечено-Ингушетии, член обкома КПСС, депутат Верховного Совета Чечено-Ингушской АССР.

## Биография
В течение 35 лет работал в нефтедобывающей промышленности республики. Начав с должности бурового рабочего, дошёл до постов управляющего трестами «Малгобекнефть», «Старогрознефть», «Октябрьнефть». В 1928 году вступил в ВКП(б). Неоднократно избирался членом Чечено-Ингушского обкома КПСС и депутатом Верховного Совета республики. Был делегатом XVII и XVIII съездов ВКП(б), VIII чрезвычайного Всесоюзного съезда Советов.

## Награды и звания
25 марта 1941 года он был удостоен звания «Мастер нефти Чечено-Ингушской АССР». Был награждён орденами Ленина, Трудового Красного Знамени, «Знак Почёта» и многими медалями. В 1974 году ему было присвоено звание Почётного гражданина Грозного.

## Память
Именем Рябова были названы улицы в Грозном и Гудермесе.
На доме 40/44 по улице Анисимова в 1982 году была установлена мемориальная доска:
В этом доме с 1975 по 1977 год жил Рябов А. М. — знатный буровой мастер, инициатор скоростного бурения в стране, почётный гражданин г. Грозного.